# Leitdamm

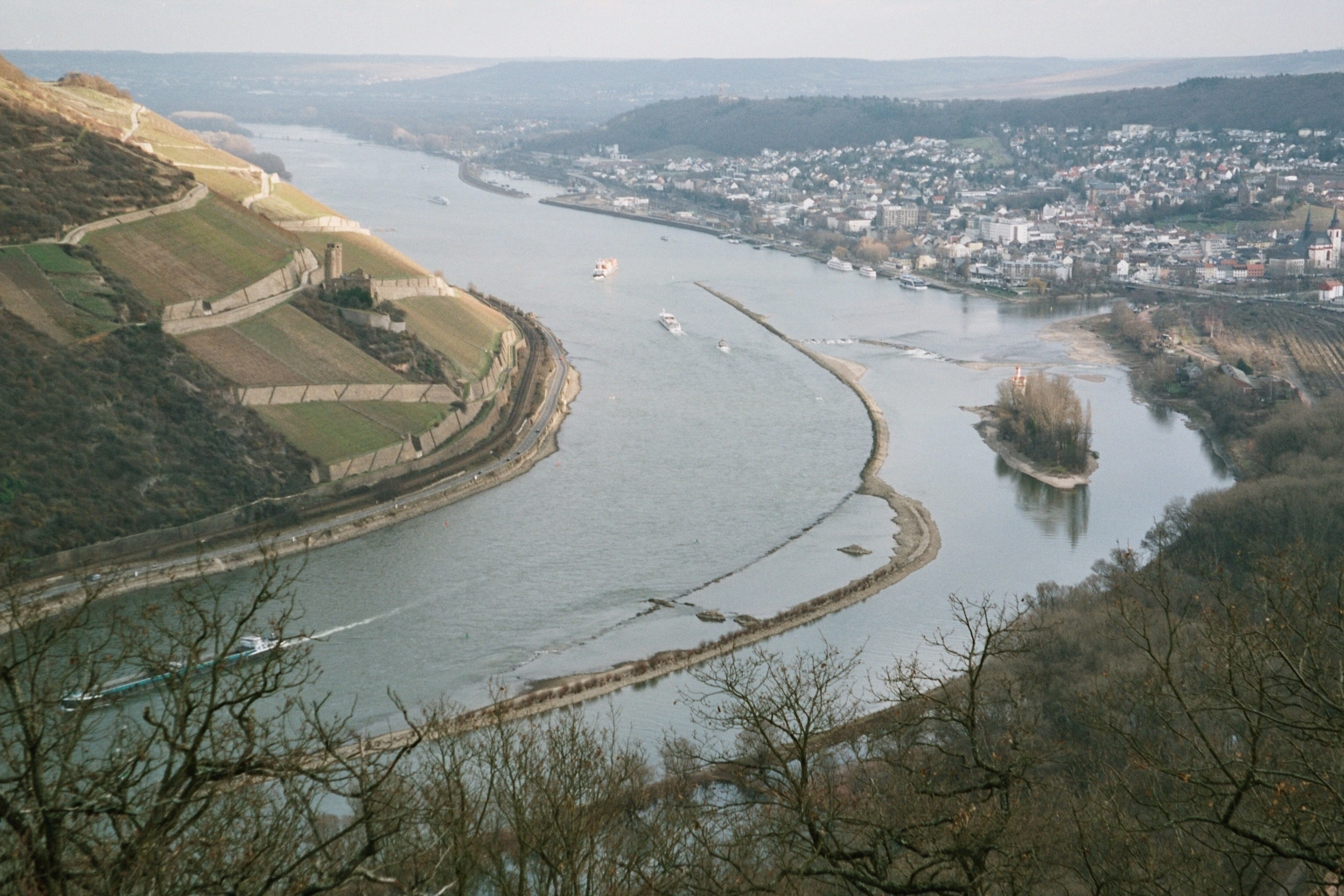
Längswerk am Binger Loch mit Querbauwerk unterhalb der Nahemündung sichert die Fahrwassertiefe

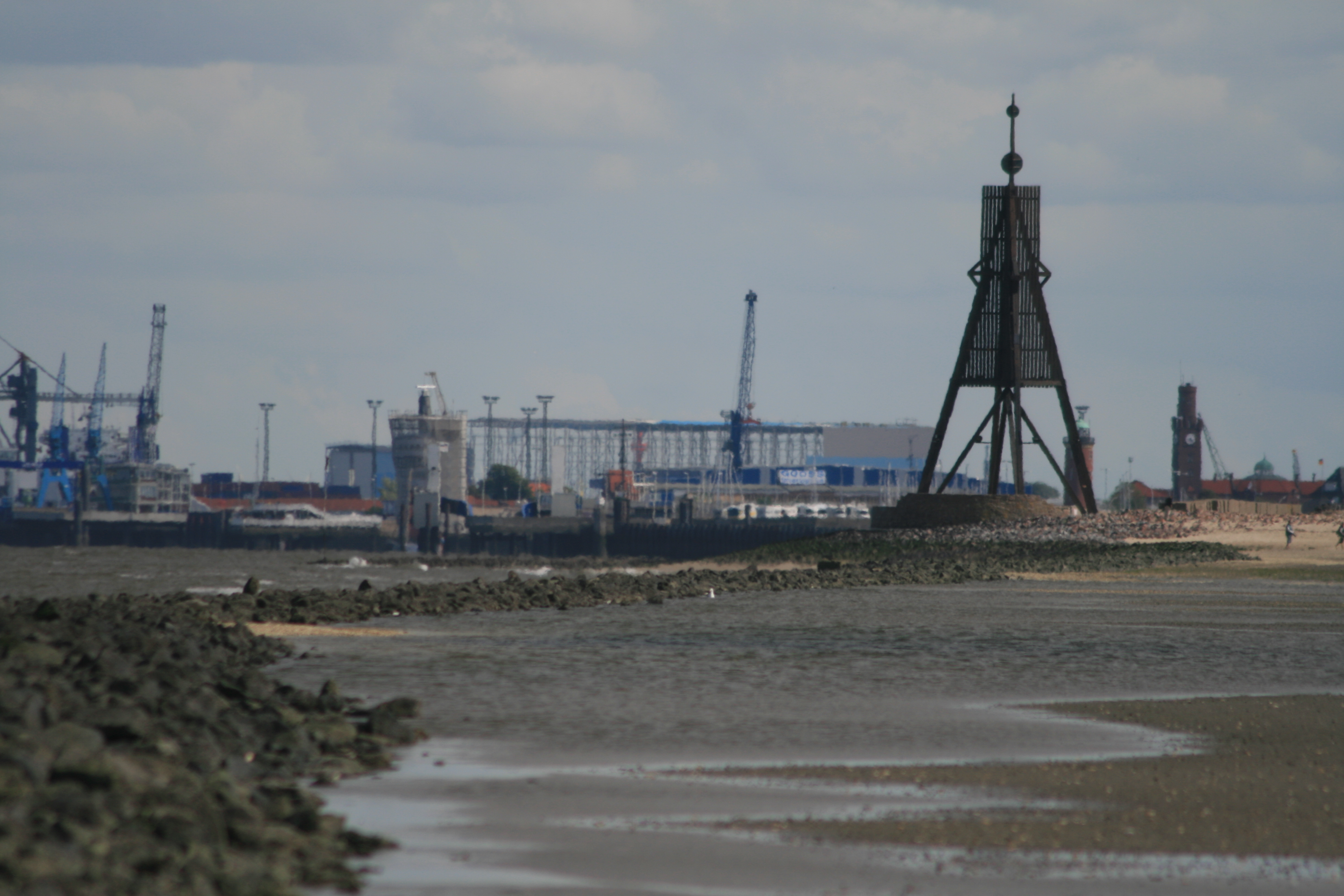
Leitdamm Kugelbake bei Cuxhaven

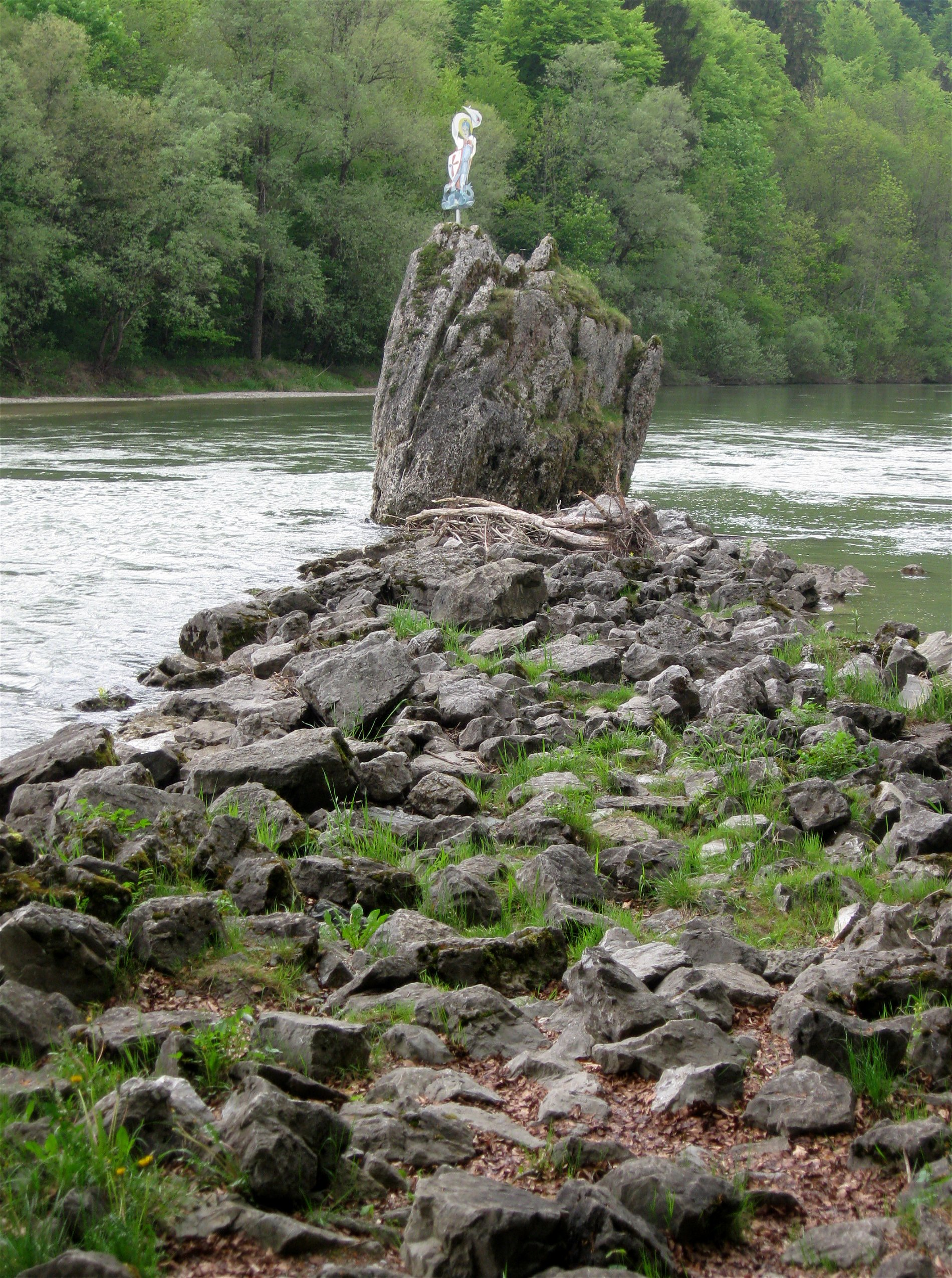
Leitdamm aus losen Felsblöcken zum Georgenstein in der Isar

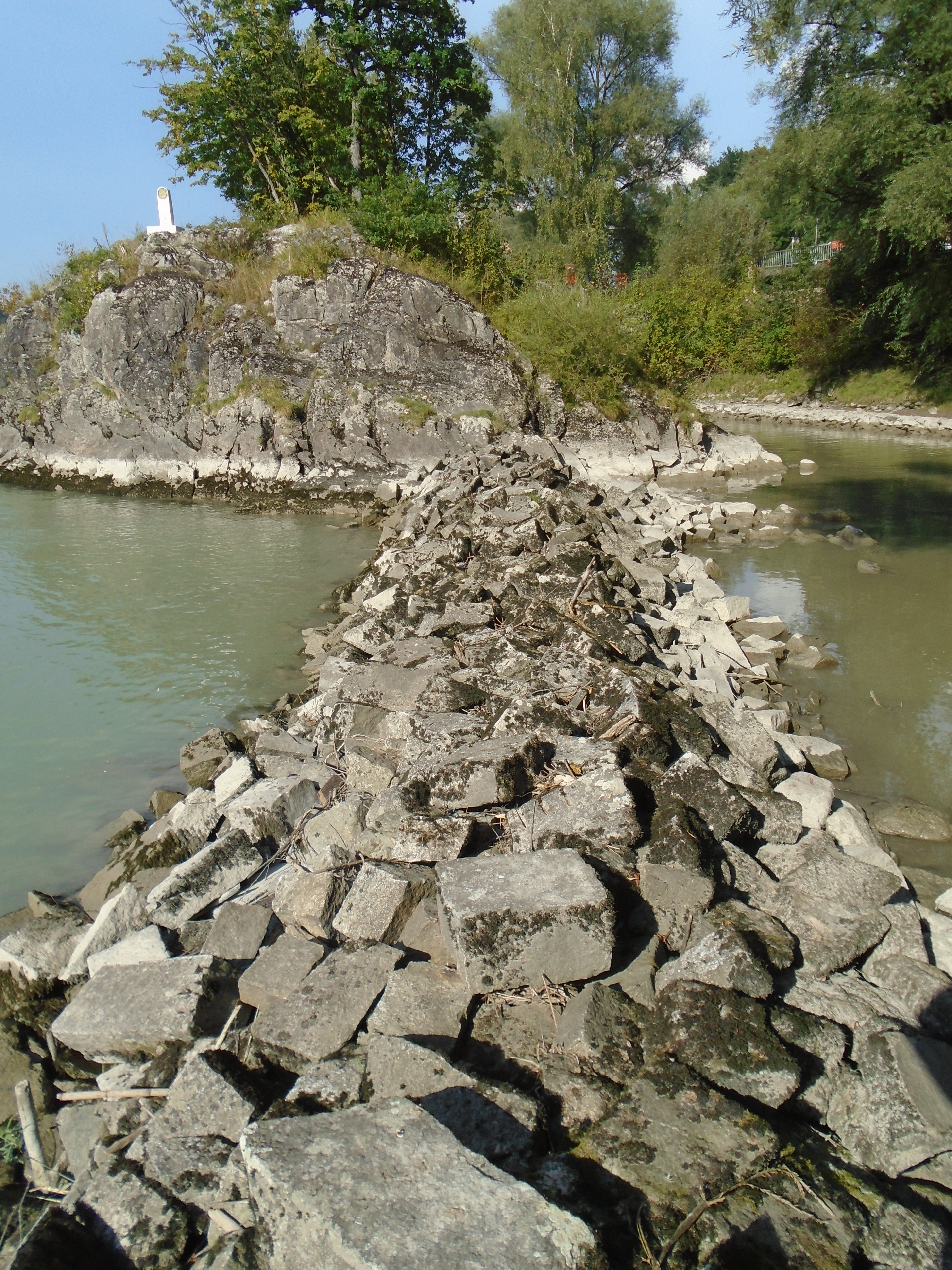
Leitdamm aus losen Steinen zum Kräutelstein in der Donau

Der Leitdamm zählt beim Wasserbau zu den sogenannten Parallelwerken oder auch Längswerken. Er dient der dauerhaften oder vorübergehenden Veränderung der vorhandenen Strömung entweder zum Schutz bestimmter (Ufer-)Bereiche vor Erosion oder zur Konzentration der Strömung in bestimmten (Fahrrinnen-)Bereichen mit erwünschter Erosion bzw. Selbsträumkraft.

## Konstruktionsmerkmale
Grundsätzlich soll eine gestreckte Linienführung der Entstehung von Turbulenzen vorbeugen. Die Oberkante wird den jeweiligen Erfordernissen entsprechend gewählt und liegt meist im Bereich des Mittelwassers. Im Tidebereich ist die Oberkante bei Niedrigwasser meist sichtbar, außerhalb des Tidebereichs liegt sie meist ständig unterhalb der Wasserlinie. Leitdämme werden oft als Schutzbauwerke für die Errichtung anderer Wasserbauwerke wie Staudämme, Talsperren, Häfen oder auch Deiche errichtet. Nach Fertigstellung des eigentlichen Bauwerks wird der Leitdamm überflutet und kann bei späteren Arbeiten oder Reparaturen wieder genutzt werden. Leitdämme sind eine Alternative zu Buhnen. Sie sind teurer in Bau und Unterhaltung, gewährleisten aber eine gleichmäßigere Strömung mit weniger Verwirbelungen. Nachträgliche Lageveränderungen sind im Gegensatz zu Buhnen fast unmöglich. 
Die Bauweise und die Wahl des Baumaterials hängen von der Beanspruchung durch Strömung und Seegang ab. Grundsätzlich gilt, je stärker die angreifenden Kräfte, desto gröber das Baumaterial und seine Befestigung. In der Regel ist zumindest die der Strömung ausgesetzte Seite mit einer dicken Steinschüttung bedeckt, wenn nicht der gesamte Querschnitt aus Schüttsteinen besteht. Ansonsten kann im Kern auch Kies eingebaut werden. Die Unterseite wird bei feinkörnigem Baugrund zum Schutz gegen Versackungen mit Geotextil oder Sinkmatten (Holz) gesichert.
Unter Wasser liegende Leitdämme sind für die Schifffahrt durch Anbringung von Hinweisschildern, die mit zwei Pfeilen die Richtung des Damms anzeigen, oder Schifffahrtszeichen zur Sicherheit für die Schifffahrt gekennzeichnet.

## Effekte
Unabhängig davon, ob ein Leitdamm für den Schutz des rückwärtigen Bereichs oder die Strömungserhöhung des vorderseitigen Bereichs errichtet wird, hat er stets beide Wirkungen. Das bedeutet Sedimentation (Auflandung) auf der Rückseite (Uferseite) und Erosion auf der Vorderseite (Wasserseite). In der Regel ist nur einer der beiden Effekte der gewünschte. Der Leitdamm Kugelbake vor Cuxhaven zum Beispiel soll einerseits vor dem Damm die verlässliche Lage der Fahrrinnen für die Schifffahrt gewährleisten und begünstigt andererseits zwischen Damm und Ufer unerwünschte Sedimentation. Das Watt ist zwischen Damm und Strand seit dem Bau vor 45 Jahren immer höher sedimentiert und die Wassertiefe entsprechend geringer geworden. Vor dem Damm dagegen hat die Erosion über den erwünschten Effekt hinaus zugenommen und bedroht den Leitdamm durch Kolkung von unten. Leitdämme fördern die 'Aufsteilung' in Fließgewässern, das heißt Auflandung und damit Verlust von Flachwasserzonen und Vertiefung von tiefen Rinnen. Das Bild zeigt das hohe Watt südlich des Leitdamms Kugelbake und den Hopperbagger vor dem Verklappen in den Kolk direkt vor dem Leitdamm.